# Kill Rock 'n Roll
Kill Rock 'n Roll är en promosingel från 2006 av den amerikanska metalgruppen System of a Down. Låten är skriven av Daron Malakian och han skrev den för hedra minnet av en kanin som han körde ihjäl med sin bil en natt. Kaninen är den som kallas för rock 'n roll i låten och Daron ska tydligen ha sett en liknande kanin dagen efter och därmed känt sig som "the biggest asshole", en mening som nämns i låttexten. Låten kretsade tidigare runt meningen "I killed the rock 'n' roll in you" och Daron beskrev då låten med orden: "[Kill Rock 'n Roll] handlar om att vara en mördare och att njuta av det för stunden, men att faktiskt ha samvetskval över det när du är klar". Detta var en av de få låtar som framfördes live av bandet innan albumet hade släppts.

## Låtlista
Alla låtar är skrivna och komponerade av System of a Down, om inte annat anges. 
| Nr | Titel                          | Längd |
| -- | ------------------------------ | ----- |
| 1. | Kill Rock 'n Roll (Censurerad) | 2:28  |
| 2. | Kill Rock 'n Roll              | 2:28  |